# Châteauvallon (série télévisée)
 (septembre 2019).
Si vous disposez d'ouvrages ou d'articles de référence ou si vous connaissez des sites web de qualité traitant du thème abordé ici, merci de compléter l'article en donnant les références utiles à sa vérifiabilité et en les liant à la section « Notes et références ».
Pour les articles homonymes, voir Châteauvallon.
Production
Diffusion
Châteauvallon est un feuilleton télévisé franco-helvético-britannico-italo-luxembourgeois en 26 épisodes de 52 minutes, créé par Georges Conchon et Jean-Pierre Petrolacci, diffusé du 4 janvier au 28 juin 1985 sur la chaîne Antenne 2, puis rediffusé de 1988 à 1992 sur Antenne 2, de 1993 à 1996 sur TMC, de 2001 à 2004 sur RTL9 et de 2005 à 2008 sur NT1.
Au Québec, le feuilleton est diffusé en rafale à partir du 12 janvier 1988 à la Télévision de Radio-Canada.
Depuis mai 2021, l'intégralité de la série est disponible sur la plateforme gratuite Pluto TV.

## Synopsis
Sur les bords de la Loire, à Châteauvallon, vit la riche et puissante famille Berg. À La Commanderie, leur propriété, on célèbre le double anniversaire du patriarche, Antonin (Jean Davy), et de son journal La Dépêche républicaine. La fête marque également le retour de Florence (Chantal Nobel), la fille maudite, que son père aimerait voir reprendre le flambeau. Le lendemain, on retrouve dans le parc le cadavre du journaliste Paul Bossis (Yann Dedet). Ce dernier enquêtait sur la douteuse opération immobilière des Sablons. André Travers (Luc Merenda), également journaliste et ami de Paul, décide de mener sa propre investigation. Secrets, mensonges et trahisons ne tardent pas à se faire jour. Parallèlement, le clan des Kovalic, émigrés yougoslaves menés par Albertas (Raymond Pellegrin) et Gregor (Alexandre Rignault), tente de s’imposer dans la ville et aspire à détrôner les Berg, avec lesquels ils ont un lourd contentieux.

## Distribution

### Acteurs principaux
- Chantal Nobel : Florence Berg, avocate et fille d'Antonin
- Raymond Pellegrin : Albertas Kovalic
- Luc Merenda : André Travers, journaliste et amant de Florence
- Georges Marchal : Gilbert Bossis, amant de Gabrielle Berg
- Jean Davy : Antonin Berg, père de Florence et patron du journal La Dépêche
- Barbara Cupisti : Alexandra Wilson-Berg, fille de Florence
- Denis Savignat : Armand Berg, chirurgien et frère préféré de Florence
- Pierre Hatet : Jean-Jacques Berg, rédacteur en chef de La Dépêche et frère de Florence
- Philippe Rouleau : Philippe Berg, neveu de la famille Berg
- Claude-Oliver Rudolph : Bernard Kovalic
- Ugo Pagliai : Artus Balestra, amant de Florence

### Acteurs secondaires
- Evelyne Dandry : Maryse, amie d'André Travers
- Sylvie Fennec : Thérèse Berg, épouse de Julien
- Marie Keime : Marie-Louise « Marie-Lou » Berg, épouse de Jean-Jacques
- Malka Ribowska : Mathilde, gouvernante de la famille Berg
- François Perrot : Georges Quentin, amant de Florence
- Sylvia Zerbib : Catherine Kovalic, compagne de Paul Bossis
- Vincent Gauthier : Julien Berg, jeune frère de Florence
- Nadine Alari : Mme Quentin, femme de Georges
- Gérard Buhr : Adrien Jérôme
- Alexandre Rignault : Gregor Kovalic
- Jacques Morel : Chambonas, conseiller de campagne d'Armand Berg.
- François Maistre : le ministre
- Jean Carmet : le faussaire
- Emilie Benoît : Émilie Berg, épouse de Philippe
- Muriel Montossé : Gabrielle Berg, épouse d'Antonin
- Paul Blain : Teddy Kovalic, fils d'Albertas
- Catherine Alcover : Mme Kovalic
- Christine Fabréga : Zoé Kovalic
- Patrick Burgel : le commissaire Nicolo
- Serge Sauvion : l'inspecteur Germain
- François-Éric Gendron: le pilote d'avion, amant de Thérèse Berg
- Jean-Pierre Bernard : l'avocat de Philippe Berg
- Julie Arnold : Julie, standardiste
- Philippe Lavot
- Jean-Michel Molé : Melchior
- Mathé Souverbie : une invitée
- Jacqueline Noëlle : Mme Frochot
- Kriss Alluin : Anne Vernier, jeune droguée et compagne d'Armand Berg
- Yann Dedet : Paul Bossis, fils de Gilbert Bossis et Gabrielle Berg
- Evelyne Dress : Arlette Mouly
- Isabelle Linnartz : Chantal
- Patricia Malvoisin : Sophia
- Marie-Thérèse Orain : Colette
- Colette Teissèdre : Fernandez
- André Cellier : Boulard
- Philippe Lamendin : Lorieux
- André Penvern : Condroyer
- Claude Titre : Maurice
- Jean-Pierre Leclerc : Jeanou
- Henri Poirier : le préfet
- Bernard Rapp : lui-même, journaliste télévisée
- Christine Ockrent : elle-même, journaliste télévisée

## Production

### Genèse et développement
Au début des années 1980, Pierre Desgraupes, alors président-directeur général d'Antenne 2, désire un Dallas à la française pour concurrencer la chaîne TF1, diffusant ce feuilleton américain, et la confie à Georges Conchon pour le développement : ce dernier, écrivant les six premiers épisodes, réunit une quinzaine de scénaristes, dont Jean-Pierre Petrolacci qui en écrira 26.
La réalisation est confiée à Paul Planchon et Serge Friedman.
Le budget de la série compte 55 millions de francs (8,5 millions d'euros).

### Tournage

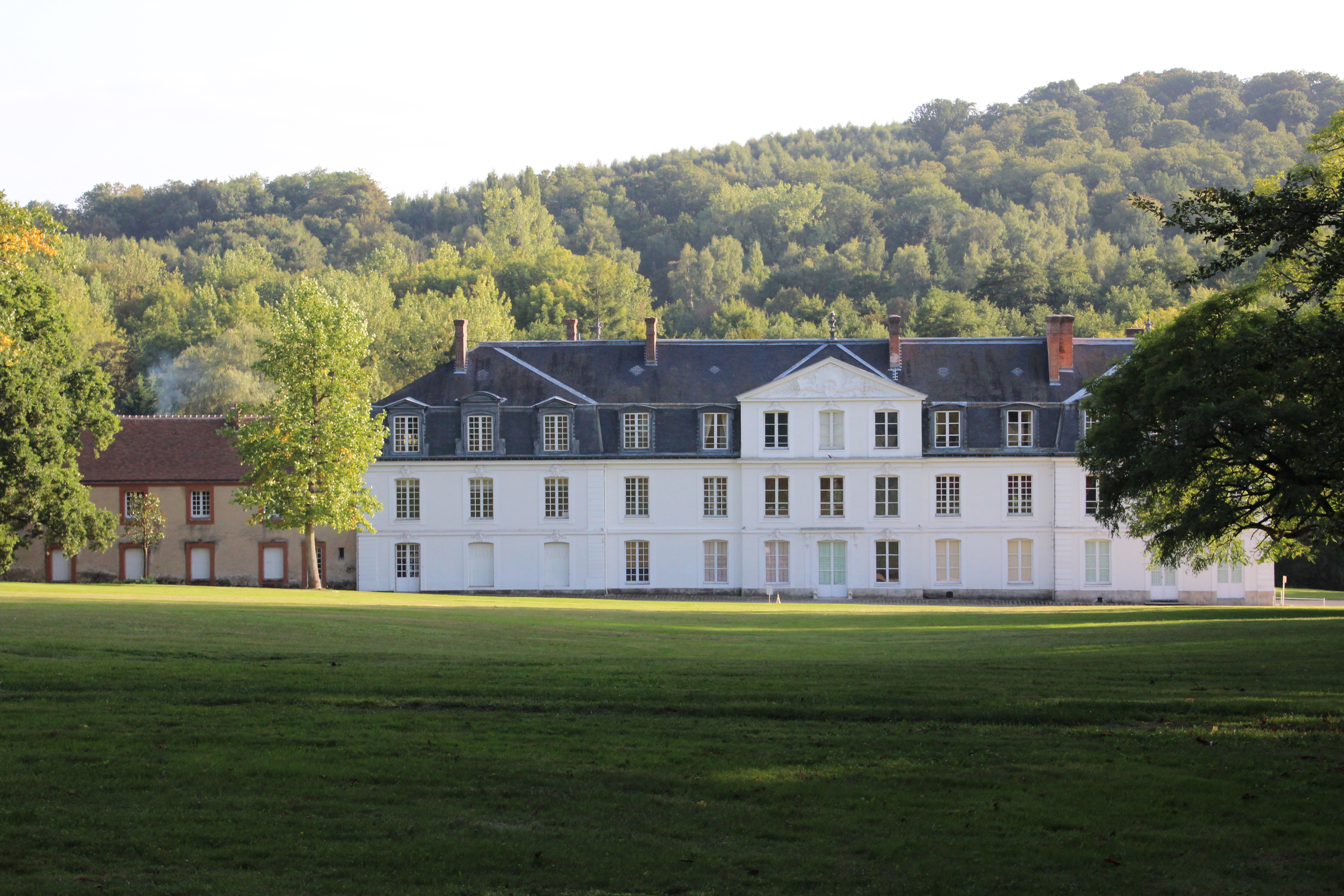
Le château de Mauvières transformé pour en faire La « Commanderie » dans le feuilleton.

Le tournage a lieu entre le 28 novembre 1983 et le 18 octobre 1984, dans les Yvelines pour la commune de Rambouillet et le château de Mauvières, à Saint-Forget, transformé en la demeure appelée « La Commanderie » appartenant à la famille Berg.

### Musique
La musique du feuilleton est composée par Vladimir Cosma, dont la bande originale est sortie en 1985 par la maison de disques Carrère.
La chanson du générique, Puissance et Gloire, est interprétée par Herbert Léonard, signée Vline Buggy pour les paroles et Vladimir Cosma pour le côté musical. Sa mélodie du couplet est un air rappelle celle du film Le Distrait (1970), dont la musique est de Vladimir Cosma. Cette mélodie est jouée au violon lors de la 16e minute, quand le personnage vagabonde dans un appartement qu'il prend pour le sien[réf. nécessaire].
Liste des pistes
1. Puissance et gloire (3:16)
2. Les Kovalic (2:27)
3. Le commissaire Nicolo (2:27)
4. La mort d'Antonin (3:10)
5. La Dépêche (1:47)
6. Suspense aux sablons (1:35)
7. Les rues de Châteauvallon (2:27)
8. Thème des Berg (3:19)
9. Châteauvallon (3:26)
10. Paul et Catherine (2:56)
11. Thème de Florence (2:51)
12. Magouille (3:29)
13. Bernard et Albertas (2:13)
14. Le chantage (2:57)
15. La Commanderie (2:40)

### Fiche technique
Sauf indication contraire, les informations mentionnées dans cette section peuvent être confirmées par la base de données cinématographiques IMDb,  présente dans la section « Liens externes ».
- Titre original : Châteauvallon
- Création : Georges Conchon et Jean-Pierre Petrolacci
- Réalisation : Serge Friedman et Paul Planchon[4]
- Réalisation 2ème équipe : Emmanuel Fonlladosa
- Scénario : Georges Conchon, Emmanuel Fonlladosa, Serge Friedman, Pierre Nivollet, Jean-Pierre Petrolacci et Paul Planchon
- Musique : Vladimir Cosma
- Costumes : Laurence Brignon
- Photographie : Gilles Schrempp
- Montage : Bernard Bourgouin et Wally Rebane
- Production : Roland Gritti
- Production exécutive : Jacques Dercourt et Claude Matalou
- Sociétés de production : Antenne 2, Maintenon Films, RAI Radiotelevisione Italiana, RTL, Sianel 4 Cymru (S4C), Telfrance
Télécip et Télévision Suisse-Romande (TSR)
- Société de distribution : Antenne 2
- Budget : 55 millions de francs (8,5 millions d'euros)[1]
- Pays de production :  France,  Italie,  Luxembourg,  Suisse et  Royaume-Uni
- Langue originale : français
- Format : couleur
- Genre : drame
- Durée : 52 minutes

## Accueil

### Audiences
Châteauvallon remporte un immense succès, lors de sa première diffusion, le 4 janvier 1985. Le premier épisode réunit près de 14 millions de téléspectateurs et le deuxième, 17 millions, ce qui constitue un record dans l'histoire de la télévision, faisant du feuilleton un phénomène de société.

### Critique
Télé 7 jours assure que : « Le « Dallas » français est plus sage que son modèle américain. Moins de sexe, pas d'alcool. Mais des magouilles politico-financières et des rivalités au sein d'une grande famille provinciale. Distribution homogène avec en vedette un Jean Davy superbe en patriarche autoritaire ».

## Commentaires

### Époque et lieu où sont situées la série
Bien que tournée en 1984 et diffusée en 1985, l'action de la série se déroule en fait de 1978 à 1980, comme l'indiquent les dialogues dans les deux derniers épisodes. Le portrait officiel du Président de la République visible à la mairie est celui de Valéry Giscard d'Estaing. Le contexte du suicide de Georges Quentin est aussi une allusion assez transparente à l'affaire Robert Boulin, de même que le groupe de presse Boulard évoque le groupe Hersant.

### Destin tragique
Plus que l'histoire, c'est le générique du feuilleton et le destin tragique de Chantal Nobel que les téléspectateurs ont gardés en mémoire. La chanson Puissance et gloire, interprétée par Herbert Léonard fait aujourd'hui partie des titres cultes. Châteauvallon n'a jamais connu la suite qui devait être donnée à la première saison. Le 28 avril 1985, à 3 h 20 du matin, la carrière de Chantal Nobel s'interrompt brutalement après un enregistrement de l'émission Champs-Élysées. Elle est victime d'un grave accident de voiture à bord de la Porsche 924 Carrera GT conduite par le chanteur Sacha Distel, lors de la traversée de Maltaverne, petit village près de Tracy-sur-Loire. Après vingt et un jours passés dans le coma à l'hôpital de la Pitié-Salpêtrière, grièvement blessée au visage et handicapée à vie à 80 %, Chantal Nobel se retire de la vie publique dans le Sud de la France, mettant fin aussitôt à la série Châteauvallon. Elle porte plainte contre Sacha Distel,.

### Moyens disponibles
Chaque épisode de Châteauvallon coûtait près de 2 millions de francs, mais les moyens de la production n'étaient pas toujours à la hauteur. Ainsi, Chantal Nobel s'habillait souvent avec ses propres vêtements, le budget costumes étant insuffisant pour les tenues de luxe que devait porter Florence.

### Exportation à l'étranger
Au Royaume-Uni, la série était diffusée, sur Channel 4, deux fois par semaine (une fois doublée en anglais, une fois sous-titrée).

### Cameos
Les présentateurs de JT Bernard Rapp et Christine Ockrent sont apparus dans la série, dans leur propre rôle. Bernard Rapp figurait dans les épisodes 16 et 17 et Christine Ockrent dans l'épisode 22.
Le chef décorateur était Michel Decaix (1934-1987), peintre et homme de théâtre, fondateur de la troupe de théâtre de Trappes en Yvelines Les Coquillards.
Châteauvallon est censée se situer dans le Loir-et-Cher, mais les plans d'extérieurs montrant la ville ont été tournés à Tours.

## Similitudes supposées avec la situation réelle à Toulouse
L’histoire rappelle la situation toulousaine qui oppose depuis des années la famille Baylet, propriétaire du journal La Dépêche du Midi et les Baudis, maires de père en fils de la ville pendant trente ans.
D’un côté, on trouve les Baylet :
- Jean Baylet : le patriarche, propriétaire historique du journal. Il est mort dans les années 1950, lors d’un accident de voiture fort commenté à l’époque. Il a sa rue à Toulouse, où se trouve le siège du journal ;
- Évelyne Baylet : la mère, qui prend les rênes du journal à la mort de son mari pour y régner en maîtresse femme pendant quelques décennies et au-delà, puisqu’elle a figuré ensuite dans l’organigramme comme présidente d’honneur ;
- Jean-Michel Baylet : le fils, devient PDG du groupe La Dépêche du Midi, responsable de la rédaction, président du Parti radical de gauche, sénateur et président du conseil général de Tarn-et-Garonne ;
- les filles : Martine, intéressée au journal par ses parts dans le capital et Danièle, la brebis noire du clan, celle qui a trahi pour rallier la famille ennemie, celle des Baudis.

De l'autre côté, on trouve les Baudis :
- Pierre Baudis : maire de Toulouse pendant 12 ans, qui transmettra la charge à son fils ;
- Dominique Baudis : le fils, maire de Toulouse pendant 18 ans, puis président du Conseil supérieur de l'audiovisuel de 2001 à 2007.

La ressemblance est telle avec le feuilleton qu’Évelyne-Jean Baylet voit rouge et se démène pour faire interdire sa diffusion[réf. nécessaire], en vain, sinon qu’elle obtiendra de faire porter au générique la fameuse formule niant l’évidence : « Le nom du quotidien appartenant à la famille Berg a été choisi en raison de sa banalité. Il ne peut donc être confondu avec celui d'un quotidien existant ».